# 6327 Tijn
A 6327 Tijn (ideiglenes jelöléssel (6327) 1991 GP1) a Naprendszer kisbolygóövében található aszteroida. Eleanor F. Helin fedezte fel 1991. április 9-én.